# Teng Xiulan
Teng Xiulan (chinesisch 滕修篮, Pinyin Téng Xiūlán; * 1962 in der Volksrepublik China) ist eine ehemalige chinesische Volleyballspielerin.
Teng begann 1976 mit dem Volleyball und spielte in ihrer Heimat in Shenyang sowie in der chinesischen Nationalmannschaft. 1991 ging die abwehr- und aufschlagstarke Mittelblockerin zum deutschen Bundesligisten USC Münster, mit dem sie 1992 und 1996 Deutscher Meister wurde sowie 1996 den DVV-Pokal gewann. Außerdem wurde sie 1992 Europapokalsieger der Pokalsieger und gewann 1994 und 1996 den CEV-Pokal. Danach kehrte Teng nach China zurück.